# 孫文紀念館
孫文紀念館（日语：／ Sonbun kinenkan），舊稱“孫中山紀念館”，別稱移情閣，位於兵库县神戶市垂水區的舞子公園內，是日本唯一一座紀念中国的革命家、政治家、思想家孙文（孫中山）的博物馆级设施。

## 簡介
建筑物前身是曾经活跃在神户的华商吴锦堂的「松海别庄」，1915年初在原别墅的东侧建成该幢中国式阁楼，外观呈三层八角，起名为「移情阁」。因为外观状似六角，当地的人们亲切地称之为「舞子的六角堂」。移情阁為日本現存最古老的水泥磚造建築。
孙中山和松海别莊的渊源，始于他在1913年3月14日去神户时，神户华人與财政界人士在此处聚集一堂，召开了欢迎孙文午餐会。
1983年11月，日本兵库县接收先前负责管理移情阁的神户华侨总会的捐赠，并开始对移情阁进行修缮。

## 紀念館建成沿革
- 1984年11月12日，在孙中山诞辰纪念日，移情阁以“孙中山纪念馆”之名对外开放。
- 1993年12月，移情阁成为「兵库县指定重点文物」。
- 1994年3月，伴随着明石海峡大桥的建设，移情阁被暫时拆迁，从原来的位置迁移到西南方向200米处、即现在的位置。
- 1999年，着手复原 孙中山纪念馆「金唐革纸／手工高级壁纸」的工作，後藤仁。
- 2000年4月，原工程全部竣工。
- 2001年11月，日本文部科学省指定移情阁為国家重点文物。
- 2005年，孙中山纪念馆改称“孙文纪念馆”。

现在孙文纪念馆的展览资料，以孙中山和神户的关联为中心，还陈列了吴锦堂的一生和移情阁的变迁等详细史料。

## 外部連結
- 孫文紀念館官方網站（页面存档备份，存于）（日語）
- 孫文紀念館官方網站（页面存档备份，存于）（简体中文）
- 孫文紀念館官方網站（页面存档备份，存于）（英文）
- 後藤仁官方網站，复原 日本国重要文化財建筑物（孫文紀念館 其他）「金唐革纸／手工高级壁纸」的工作（页面存档备份，存于）（日語）